# صنعت هولوکاست
صنعت یهودی‌سوزی: تأملاتی دربارهٔ سوءاستفاده از رنج‌های یهودیان (به انگلیسی: The Holocaust Industry: Reflections on the Exploitation of Jewish Suffering) نام کتابی است از نورمن فینکلستین، محقق علوم سیاسی یهودی آمریکایی، که در سال ۲۰۰۰ چاپ شد. فینکلستاین در این کتاب می‌گوید که یهودیان آمریکایی برای تحقق اهداف سیاسی و اقتصادی خود و همچنین حمایت از کشور اسرائیل از پدیده هولوکاست سوءاستفاده می‌کنند.
فینکلستاین که مادرش از بازماندگان اردوگاه‌های نازی‌هاست، دست به افشاگری در مورد هولوکاست زده و گفته‌است که سازمان‌های صهیونیستی از هولوکاست سوءاستفاده می‌کنند و بستگان وی از غرامت‌هایی که این سازمان‌ها از مؤسسات مالی و اعتباری اروپا دریافت می‌کنند تاکنون ۱۰ سنت هم دریافت نکرده‌اند و آنها را متهم به تجارت با این موضوع و استفاده از آن به عنوان بهانه‌ای برای سرکوب انتقاد از اسرائیل کرده‌است.
این کتاب به ۱۶ زبان ترجمه شده‌است و یکی از پرفروش‌ترین کتابها در اروپا، خاورمیانه و آمریکا بوده‌است.

## ترجمه به فارسی
این کتاب دو بار به فارسی ترجمه شده‌است:
- صنعت یهودی‌سوزی، ترجمه سوسن سلیم‌زاده، تهران: سازمان چاپ و انتشارات وزارت فرهنگ و ارشاد اسلامی
- سوداگران فاجعه: دربارهٔ سوءاستفاده از رنج‌های یهودیان، ترجمه علاءالدین طباطبایی، تهران: انتشارات هرمس، ۱۳۸۳